# Bangsia arcaei
Bangsia arcaei е вид птица от семейство Тангарови (Thraupidae). Видът е почти застрашен от изчезване.

## Разпространение
Видът е разпространен в Колумбия, Коста Рика и Панама.